# Rakugaki
Pour plus de détails, voir Fiche technique et Distribution.
Rakugaki (落書) est un film d'animation de court métrage japonais réalisé par Ryō Orikasa (ja), sorti en 2025. Ce film d'animation est une adaptation d'un poème en prose de Makoto Takayanagi (ja), récité par le poète lui-même.

## Fiche technique
- Titre : Rakugaki
- Titre original : 落書
- Titre anglais : The Graffiti
- Réalisation et animation : Ryō Orikasa (ja)
- Scénario : adaptation du poème en prose Rakugaki (1999) de Makoto Takayanagi (ja)
- Son : Masumi Takino
- Production : Ryō Orikasa (ja)
- Société de production : The Yanai Initiative
- Pays d'origine :  Japon
- Langue originale : japonais
- Format : noir et blanc - 4:3
- Genre : animation
- Durée : 12 minutes 33 secondes
- Dates de sortie :
  - France : 9 juin 2025 (Annecy)

## Distribution
- Makoto Takayanagi (ja) : voix

## Distinctions
- Festival international du film d'animation d'Annecy 2025 : Prix du film Off-Limits[2]